# Scuderia Ferrari
Scuderia Ferrari HP er en Formel 1-konstruktør, og er den ældste konstruktør i Formel 1. Teamet er styret af den italienske bilproducent Ferrari og opnåede stor succes med kørere som Alberto Ascari, Juan Manuel Fangio, Niki Lauda, Jody Scheckter, Michael Schumacher og Kimi Räikkönen.
De nuværende kørere er Lewis Hamilton og Charles Leclerc.

## Historie

### 1929–1938
I 1929 oprettede Enzo Ferrari, tilsammen med Alfredo Caniato og Mario Tadini, Scuderia Ferrari i Modena i Italien. Målet var at give kørere en chance i motorsporten. Bilerne var af typen Alfa Romeo. Scuderia Ferrari blev den officielle racedivision af Alfa Romeo i 1933. I 1938 tog Alfa Romeo selv kontrollen over racedivisionen og divisionen kaldtes for Alfa Corse. Enzo forlod Alfa Romeo året efter, men måtte ikke bruge navnet Scuderia Ferrari de næste fem år. Han fortsatte under navnet Auto Avio Costruzioni. Efter 2. verdenskrig begyndte han at udvikle sine egne biler under navnet Scuderia Ferrari.

### 1950–1964
I 1950-sæsonen debuterede Ferrari i Formel 1 ved det Italiens Grand Prix med den første F1-version af Ferrari 125. De var dermed det ældste aktive team i Formul 1. Først den 14. juli 1951 vandt Froilán González på Silverstone for Ferrari, hvormed Alfa Romeos dominans var brudt. I 1952 vandt Alberto Ascari seks løb på stribe og Ascari blev den første verdensmester for Ferrari. I 1953 var han igen den bedste kører og vandt fem løb. De efterfølgende år havde Ferrari ingen stor betydning.
I 1956 slog Ferrari sig sammen med Lancia. Dette gav direkte resultat, fordi Juan Manuel Fangio med det samme blev verdensmester. Fangio kunne dog ikke enes med Enzo Ferrari og forlod teamet året efter. Ferrari oplevede et katastrofeår og intet grand prix blev vundet. I 1958 var dog alt i orden igen. Selvom de kun vandt et enkelt løb, men blev fem gang nummer to, blev Mike Hawthorn overaskende den tredje verdensmester for Ferrari. I 1959 og 1960 vandt de igen nogle løb, men ikke nok for at blive verdensmester.
I 1961 blev Ferrari for første gang konstruktørmester. Alle regnede med at Ferrari-køreren Wolfgang von Trips ville blive verdensmester, men i Monza døde han ved en ulykke hvormed hans teamkammerat Phil Hill blev verdensmester. I 1962 var det igen et dårligt år, hvor kun en andenplads ved Monacos løb var det bedste resultat denne sæson. I 1963 vandt John Surtees kun et løb. 1964 blev dog et succesår igen. Surtees blev verdensmester.

### 1965–1997
I 1968 solgte Enzo Ferrari, 90% af sin personbilforretning og 50% af Scuderia Ferrari til Fiat. Jacky Ickx fra Belgien vandt det år kun et løb for teamet. I 1970 vandt Jacky Ickx i Ferraribilen yderligere tre løb og blev nummer to i verdensmesterskabet.
I årene op til 1975 kom Ferrari i krise igen: Teamet var til tider ikke konkurrencedygtigt, andre sæsoner gik tabt på et hængende hår. 1975 blev et vendepunkt. Tre efterfølgende år blev konstruktørsmesterskabet vundet af Ferrari. Niki Lauda blev verdensmester i både 1975 og 1977. I 1976 kunne han også have vundet mesterskabet hvis ikke han udsattes for en ulykke på Nürburgring (Lauda sluttede sæsonen med kun 1 point efter James Hunt).
I 1979 vandt Ferrari ikke kun konstruktørsmesterskabet, men Jody Scheckter blev også verdensmester for det røde team.
I det næste årti blev der kun vundet to konstruktørmesterskaber, og i det sidste årti af den 19. århundrede kunne man slet ikke vinde noget som helst.
I 1995 havde Jean Alesi vundet sit første Formel 1-sejr i Canada. Efter 1995 var Alesi og Gerhard Berger flyttet til Benetton.

### 1997-2005
I 1996 kom Michael Schumacher og Eddie Irvine til hos det røde team og blev nummer tre i mesterskabet. Teamet viste at der stadig var liv i teamet. Det blev til flere resultater, og i 1997 var det tæt på at vinde kørernes mesterskab. Det var dog Williams sammen med Jacques Villeneuve der løb med sejren og Schumacher blev nummer to. Teamet blev i 1998 forstærket med Luca Badoer som testkører. 1998 var et spændende år hvor det sidste løb i Japan skulle afgøre hvem der kunne kåres til verdensmester. Det var dog Mika Häkkinen hos McLaren Mercedes der blev verdensmester.
I den 50. Formel 1-sæson brækkede Schumacher sit ben på Silverstone. Han blev nummer fem i mesterskabet. Teamkammerat Eddie Irvine blev nummer to. Ferrari blev dog konstruktørernes verdensmester.
I 2000 sluttede 21 år med slid og lidelse for Scuderia: Schumacher vandt 9 løb og dermed sin 3. kørertitel og Ferrari vandt konstruktørsmesterskabet.
I 2001 vandt Ferrari igen 9 løb og Schumacher blev for 4. gang verdensmester.
Ferraris bedste sæson var 2002. Ferrari vandt 15 ud af 17 løb og dermed var konstruktørsmesterskabet på plads. Michael Schumacher vandt elleve af dem. Schumacher vandt dermed sin 5. titel.
2003-sæsonen var ikke så succesfuld. Michael Schumacher vandt 6 løb, og Barrichello vandt yderlige to løb. Konstruktørsmesterskabet gik dog begge igen til Ferrari og Schumacher.
I 2004 var det igen nemt for det italienske team. Michael Schumacher vandt 13 løb og kørermesterskabet. Med to løb der blev vundet af Rubens Barrichello, og teamet vandt igen konstruktørsmesterskabet.
I 2005 var der igen krise i teamet. Schumacher vandt kun 1 løb, og det var kun fordi de 6 vogne der kørte med Bridgestonedæk var mødt op ved startlinjen på Indianapolis grand prix. De øvrige vogne der kørte på Michelindæk kørte efter formationsrunden i garage. Ferrari endte på tredjepladsen i konstruktørmesterskabet. Mesterskabet gik til Renault og den unge Fernando Alonso der dermed var den yngste kører til at vinde et kørermesterskab.

### 2006-2013
Schumacher vandt i 2006 syv løb. Barrichello var flyttet til Renault og erstattet af Felipe Massa der vandt to løb. Det var dog ikke godt nok. Mesterskabet gik igen til Renault og Fernando Alonso der dermed var den yngste kører til at vinde to kørermesterskaber. Schumacher besluttede at stoppe, og hans efterfølger blev den finske Kimi Räikkönen.
I 2007 vandt Ferrari igen begge titler. McLaren-Mercedes fik frataget alle deres point, på grund af spionage. I 2008 lykkedes det ikke at vinde kørermesterskabet, som gik , dog vandt Massa og Räikkonen tilsammen konstruktørsmesterskabet.
I 2009 var det igen krisetid. Ferrari blev fjerde i konstruktionsmesterskabet. Kørerne Räikkonen og Massa blev nummer 5 og 9. Rygterne gik at den tidligere dobbelte verdensmester Fernando Alonso var på vej til Ferrari. Räikkonen var på vej ud. Det blev senere bekræftet. Massa udgik for de sidste 8 løb. Jensen Button og Brawn GP (Den tidligere Ferrari ingeniør Ross Brawn startede et nyt team) vandt begge titler i denne sæson.
I 2010 gik det igen bedre, men ikke god nok. I konstruktionsmesterskabet måtte de nøjes med et tredje plads, efter McClaren-Mercedes, mens Red Bull Racing blev konstruktionsmester. Fernando Alonso blev nummer to i kørermesterskabet, efter Sebastian Vettel.
I 2011 tog det 9 løb, før Ferraris Fernando Alonso vandt et løb. På Silverstone gjorde et lang pitstop for Sebastian Vettel, at Fernando Alonso kunne passere, som samtidig var i pit.

### 2014-nu
I 2014 havde Ferrari ikke vundet et løb, selvom Ferrari havde to podieplaceringer i Kina og i Ungarn der blev taget af Fernando Alonso. Efter 2014 forlod Fernando Alonso Ferrari.
I 2015 havde Sebastian Vettel vundet for Ferrari i Malaysien, Ungarn og Singapore.